# 146
146（一百四十六）是145與147之間的自然數。

## 数学领域
- 合數，正因數有1、2、73和146。
質因數分解為{\displaystyle 2\times 73}。
- 虧數，真因數和為76，虧度為70。
- 不尋常數，大於平方根的質因數為73。
- 第50個半質數。前一個為145、下一個為155。
- 第91個無平方數因數的數。前一個為145、下一個為149。
- 第65個十进制的等數位數。前一個為145、下一個為147。
- 第8個不可及數。前一個為124、下一個為162。
- 第6個八邊形數。
- 第20個非歐拉商數及第13個非互補歐拉商數。
- 第8個不可及數，不存在一整數真因數的和為146。(P.S.它是第一個同時為非歐拉商數、非互補歐拉商數以及不可及數的自然數，下一個是206)
- 在八進制中為222，是純位數。
- 1462 + 1 = 21317，是n2 + 1 形式的質数。